# Bengt Lennart Andersson
Pour les articles homonymes, voir Andersson.
Bengt Lennart Andersson (1948-2005) est un botaniste et taxinomiste suédois, spécialiste des Spermaphytes et de la flore de l'Équateur.

## Biographie
Bengt Lennart Andersson (plus connu sous le nom de Lennart Andersson) est né à Alingsås (province de Västergötland) et a étudié la botanique à Göteborg. Il y a obtenu un doctorat en botanique systématique en 1978 avec une thèse portant sur le genre Ischnosiphon (Marantaceae).
Il a enseigné la botanique systématique à l'université de Göteborg à partir de 1987. Ses recherches se sont concentrées sur les Marantaceae et Musaceae néotropicales, en particulier sur leur taxinomie, leur morphologie et leur distribution géographique.
Lennart Andersson fut un infatigable collecteur de plantes dans les zones néotropicales. Il est le co-éditeur de la Flora of Ecuador, fondée à Göteborg en 1973, dont il est l'unique auteur de plusieurs volumes.

## Œuvres
- 2004. Rubiaceae-Hippotideae. no 74 de Flora of Ecuador. Botanical Institute, Göteborg University. 46 p.  (ISBN 9188896463).
- 1997. A revision of the genus Cinchona (Rubiaceae-Cinchoneae). Volumes 80-81 de Flora neotropica, New York Botanical Garden. 115 p.  (ISBN 089327416X).
- 1997. The genus Ischnosiphon (Marantaceae). no 43 de Opera botanica, Lund Botanical Soc. 113 p.  (ISBN 9154602254).
- 1985. Revision of Heliconia subgen. Stenochlamys (Musaceae-Heliconioideae), Volume 82 de Opera botanica. Council for Nordic Publications in Botany. 123 p.  (ISBN 8788702065)[2].